# Mònica Aguilera Viladomiu
Mònica Aguilera Viladomiu (Barcelona, 5 de enero de 1974) es una deportista de trail running, raids de aventura y orientación a pie o en bicicleta de montaña. Licenciada en Ciencias de la Educación física y el Deporte. Desde 1997 ha participado a todo tipo de competiciones en el medio natural. A mediados de los años noventa se inició en las carreras de orientación. En 1997 corrió su primer Raid, el Raid Verd, en Cataluña.

## Palmarés principal
- Campeona de la Copa del Mundo de Raids de Aventura, X-Adventure Raid Series World Cup, en 2000[1] y 2001.
- Ganadora del Marathon de Sables el 2010.[2][3]
- Dos veces podio, 2007 y 2009, al Ultra-Trail de Mont-Blanc de 166 km.[4][5][6]
- Ganadora de la Transgrancanaria 2009 de 123 km.[7]
- Ganadora de la Ultramaratón de Transvulcania 2011 de 83 km.[8]
- Ganadora del Maratón Alpino Madrileño 2008.
- Campeona de España (en varias distancias) de Orientación en Bicicleta de Montaña (MTBO) en 2013, 2014, 2015, 2016[9] y 2017.
- Como parte de la selección española de orientación en bicicleta de montaña ha participado a los mundiales absolutos de la especialidad de los años 2011,[10] 2013, 2014, 2015, 2016[11] y 2017.[12] Así como en los mundiales de veteranos proclamándose campeona del mundo de veteranos en 2015 y 2016[13][14]